# Влада Момира Булатовића
Влада Момира Булатовића била је на власти од 20. маја 1998. до 9. октобра 2000. године.

## Историјат
19. маја председник СРЈ Слободан Милошевић је за новог мандатара именовао Момира Булатовића, председника СНП Црне Горе. 20. маја Скупштина СРЈ изабрала је нову владу. За председника владе је изабран Момир Булатовић. Владу су чинили, премијер, 5 потпредседника, 15 министара и 1 министар без портфеља.
18. јануара 1999. Извршена је прва реконструкција владе када су у њу ушли представници Српског покрета обнове (СПО) са три министарска места, док је лидер странке Вук Драшковић именован на место потпредседника владе. Након реконструкције владу су чинили премијер, 6 потпредседника, 15 министара и 3 министра без портфеља.
28. априла председник савезне владе Момир Булатовић је сменио Вука Драшковића, након чега су тројица министара из редова СПО однели оставке.
12. августа извршена је друга реконструкција владе када су у њу први пут ушли представници Српске радикалне странке (СРС) са пет министарских места. Након реконструкције владу су чинили председник, 6 потпредседника, 17 министара и 5 министара без портфеља. 28. јуна 2000. Основано је Савезно министарство вера, а за министра тог ресора именована Лепосава Милићевић (ЈУЛ), дотадашњи министар здравља у влади Србије. 12. јула председник Савезне владе Момир Булатовић именовао два министра без портфеља, чиме се број тих министара попео на седам.
Дана 9. октобра председник Савезне владе Момир Булатовић је поднео оставку.

## Чланови владе
| Функција                                                                                       | Слика            | Име и презиме           | Странка                                  | Белешке                                |
| ---------------------------------------------------------------------------------------------- | ---------------- | ----------------------- | ---------------------------------------- | -------------------------------------- |
| Председник Савезне владе                                                                       |                  | Момир Булатовић         | Социјалистичка народна партија Црне Горе |                                        |
| Потпредседник Савезне владе                                                                    |                  | Јован Зебић             |                                          |                                        |
| Потпредседник Савезне владе                                                                    |                  | Данило Вуксановић       |                                          |                                        |
| Потпредседник Савезне владе                                                                    |                  | Никола Шаиновић         |                                          |                                        |
| Потпредседник Савезне владе                                                                    |                  | Зоран Лилић             | Социјалистичка партија Србије            | до 12. августа 1999.                   |
| Потпредседник Савезне владе                                                                    |                  | Владан Кутлешић         |                                          |                                        |
| Потпредседник Савезне владе                                                                    |                  | Вук Драшковић           | Српски покрет обнове                     | од 18. јануара до 28. априла 1999.     |
| Потпредседник Савезне владе                                                                    |                  | Маја Гојковић           | Српска радикална странка                 | од 12. августа 1999.                   |
| Потпредседник Савезне владе                                                                    |                  | Томислав Николић        | Српска радикална странка                 | од 12. августа 1999.                   |
| Савезни министар за иностране послове                                                          |                  | Живадин Јовановић       |                                          |                                        |
| Савезни министар за унутрашње послове                                                          |                  | Зоран Соколовић         | Социјалистичка партија Србије            |                                        |
| Савезни министар за одбрану                                                                    |                  | Павле Булатовић         |                                          | Убијен је у атентату 7. фебруара 2000. |
| Савезни министар за одбрану                                                                    | Драгољуб Ојданић |                         |                                          |                                        |
| Савезни министар за сарадњу са међународним финансијским, трговинским и осталим организацијама |                  | Ненад Ђокић             |                                          |                                        |
| Савезни министар за финансије                                                                  |                  | Драгиша Пешић           | Социјалистичка народна партија Црне Горе |                                        |
| Савезни министар правде                                                                        |                  | Зоран Кнежевић          |                                          | до 12. августа 1999.                   |
| Савезни министар правде                                                                        |                  | Петар Јојић             | Српска радикална странка                 | од 12. августа 1999.                   |
| Савезни министар за привреду                                                                   |                  | др Раде Филиповић       |                                          | до 12. августа 1999.                   |
| Савезни министар за привреду                                                                   |                  | Милан Беко              | Социјалистичка партија Србије            | од 12. августа 1999.                   |
| Савезни министар за саобраћај                                                                  |                  | Дејан Дробњаковић       |                                          |                                        |
| Савезни министар телекомуникација                                                              |                  | Дојчило Радојевић       |                                          | до 12. августа 1999.                   |
| Савезни министар телекомуникација                                                              |                  | Иван Марковић           | Југословенска левица                     | од 12. августа 1999.                   |
| Савезни министар за спољњу трговину                                                            |                  | Борислав Вуковић        |                                          |                                        |
| Савезни министар за унутрашњу трговину                                                         |                  | Милован Ерић            |                                          |                                        |
| Савезни министар за рад, здравство и социјалну политику                                        |                  | Миодраг Ковач           |                                          |                                        |
| Савезни министар за развој, науку и животну средину                                            |                  | проф др Јагош Зеленовић |                                          | до 12. августа 1999.                   |
| Савезни министар за развој, науку и животну средину                                            |                  | проф др Нада Сљапић     | Југословенска левица                     | од 12. августа 1999.                   |
| Савезни министар за пољопривреду                                                               |                  | Недељко Шиповац         |                                          |                                        |
| Савезни министар за спорт                                                                      |                  | Зоран Бингулац          |                                          |                                        |
| Савезни министар                                                                               |                  | Југослав Костић         |                                          |                                        |